# Euquério de Lugduno
Euquério de Lugduno (em latim: Eucherius Lugdunensis; m. 449) foi um teólogo e bispo de Lugduno da segunda metade do século IV. Ao longo de sua vida escreveu muitas homilias além de obras como Formularium spiritualis intelligentiæ ad Veranium, Institutiones ad Salonium e Epistola parænetica de contemptu mundi.
Após a morte de sua esposa, retirou-se para o mosteiro de Lérins, local onde seus filhos Verânio e Salônio viviam, tendo logo depois partido para a ilha de Lerona onde estudou sobre mortificação. Interessado em aderir aos anacoretas dos desertos orientais, Euquério consultou-se com João Cassiano que em resposta enviou-lhe alguns de seus "Collationes" descrevendo a vida dos eremitas da Tebaida. Nesta mesma época Euquério escreveu sua carta intitulada De laude Eremi para Santo Hilário de Arles, São Honorato, bispo de Marselha e Valeriano.
Devido a sua ascendente reputação na Gália logo Euquério foi convocado para ser bispo de Lyon, presumivelmente cerca de 434; participou do Concílio de Orange (431) como metropolita. Manteve seu posto de bispo até sua morte em 449.